# Hydroxycalcioroméit
Hydroxycalcioroméit ist ein seltenes Mineral aus der Mineralklasse der Oxide und Hydroxide mit der Zusammensetzung (Ca,Sb3+)2(Sb5+,Ti)2O6(OH) und damit chemisch gesehen ein Calcium-Antimon-Antimonat mit zusätzlichen Hydroxidionen.
Hydroxycalcioroméit kristallisiert im kubischen Kristallsystem und findet sich in Form von idiomorphen, homogenen, oktaedrischen Kristallen bis zu 1 mm Größe sowie in Form von erdigen Massen. Seine Typlokalität ist das in alluvialen Sanden bauende Cinnabarit-Bergwerk „Fazenda Tres Cruzes“ bei Tripuí (früher Tripuhy) (Koordinaten des Cinnabarit-Bergwerks Tripuí) im Ouro-Preto-Distrikt bei Ouro Preto, Minas Gerais in Brasilien.

## Etymologie und Geschichte
In Schwermineralsanden der seit 1810 bekannten und erstmals 1833 von Wilhelm Ludwig von Eschwege beschriebenen Cinnabarit-Grube bei Tripuí unweit Ouro Preto, Minas Gerais, Brasilien, fanden Franz Eugen Hussak und George Thurland Prior neben anderen Schwermineralen ein winzige Oktaeder bildendes Mineral, welches sich als Titano-Antimonat des Calciums und Eisens und damit als neues Mineral erwies. Hussak & Prior veröffentlichten die wissenschaftliche Erstbeschreibung für das neue Mineral 1895 im englischen Wissenschaftsmagazin „Mineralogical Magazin“ und benannten das Mineral zu Ehren des Professors für Mineralogie an der University of Cambridge William James Lewis (1847–1926) für seine Verdienste um die Erforschung der Mineralogie als Lewisit (englisch Lewisite).
Im Zuge der Ersetzung von Trivialnamen durch systematische Namen wurde das Mineral im Jahre 2007 durch Ernst A. J. Burke diskreditiert und in Ti-haltigen Roméit umbenannt. Während der Überarbeitung der Nomenklatur der „Pyrochlorgruppe“ zur neuen Pyrochlor-Obergruppe (Pyrochlor-Supergruppe) wurde festgelegt, dass der Vertreter der Pyrochlor-Obergruppe mit einer durch Calcium dominierten A-Position im Kristallgitter, durch Sb dominierten B-Position sowie durch OH dominierten Y-Position mit dem neuen, nomenklaturkonformen Namen Hydroxycalcioroméit (englisch Hydroxycalcioroméite) zu bezeichnen ist. Das von Hussak & Prior 1895 definierte Typmaterial des Lewisits gilt nunmehr als Typmaterial (Holotyp) für  Hydroxycalcioroméit. Die Bezeichnung „Lewisit“ wurde diskreditiert.
Das Typmaterial für Hydroxycalcioroméit (Lewisit) ist unter der Katalognummer 80141 in der Sammlung des Natural History Museum in London (England) sowie unter der Katalognummer R5741 in der Sammlung des zur Smithsonian Institution gehörenden National Museum of Natural History in Washington, D.C. (USA), aufbewahrt.
Roméit war ein 1841 durch Augustin Alexis Damour zu Ehren von Jean-Baptiste Romé de L’Isle, französischer Mineraloge und einer der Begründer der Kristallographie, benanntes Mineral, welches bei der Neudefinition der Nomenklatur der Pyrochlor-Obergruppe im Jahre 2010 diskreditiert wurde, da sich hinter seiner Zusammensetzung die neuen Minerale Fluornatroroméit, Fluorcalcioroméit und Oxycalcioroméit verbergen. Er ist gleichzeitig der Namensgeber für die Roméit-Untergruppe innerhalb der Pyrochlor-Obergruppe.

## Klassifikation
Die aktuelle Klassifikation der International Mineralogical Association (IMA) zählt den Hydroxycalcioroméit zur Pyrochlor-Obergruppe mit der allgemeinen Formel A2–mB2X6–wY1–n, in der A, B, X und Y unterschiedliche Positionen in der Struktur der Minerale der Pyrochlor-Obergruppe mit A = Na, Ca, Sr, Pb2+, Sn2+, Sb3+, Y, U, □, oder H2O; B = Ta, Nb, Ti, Sb5+ oder W; X = O, OH oder F und Y = OH−, F, O, □, H2O oder sehr große (>> 1,0 Å) einwertige Kationen wie K, Cs oder Rb repräsentieren. Zur Pyrochlor-Obergruppe gehören neben Hydroxycalcioroméit noch Fluorcalciomikrolith, Fluornatromikrolith, Hydrokenomikrolith, Hydroxycalciomikrolith, Hydroxykenomikrolith, Kenoplumbomikrolith, Oxynatromikrolith, Oxystannomikrolith, Oxystibiomikrolith, Cesiokenopyrochlor, Fluorcalciopyrochlor, Fluornatropyrochlor, Hydrokenopyrochlor, Hydropyrochlor, Hydroxycalciopyrochlor, Hydroxykenopyrochlor, Hydroxymanganopyrochlor, Hydroxynatropyrochlor, Oxycalciopyrochlor, Fluorcalcioroméit, Hydroxyferroroméit, Oxycalcioroméit, Oxyplumboroméit, Hydrokenoelsmoreit, Hydroxykenoelsmoreit, Fluornatrocoulsellit und Hydrokenoralstonit.
Hydroxycalcioroméit (ehemals Lewisit) bildet zusammen mit Fluorcalcioroméit, Hydroxyferroroméit, Oxycalcioroméit und Oxyplumboroméit innerhalb der Pyrochlor-Obergruppe die Roméitgruppe.
Die letztmalig 1977 überarbeitete 8. Auflage der Mineralsystematik nach Strunz führt weder den Hydroxycalcioroméit noch den Lewisit auf.
In der zuletzt 2018 überarbeiteten Lapis-Systematik nach Stefan Weiß, die formal auf der alten Systematik von Karl Hugo Strunz in der 8. Auflage basiert, erhielt das Mineral die System- und Mineralnummer IV/C.16-040. Dies entspricht der Klasse der „Oxide und Hydroxide“ und dort der Abteilung „Oxide mit dem Stoffmengenverhältnis Metall : Sauerstoff = 2 : 3 (M2O3 und verwandte Verbindungen)“, wo Hydroxycalcioroméit zusammen mit Fluorcalcioroméit, Fluornatroroméit, Oxycalcioroméit und Oxyplumboroméit sowie den inzwischen diskreditierten oder als fraglich geltenden Mineralen Argentoroméit, Bismutoroméit, Bismutostibiconit, Cuproroméit, Monimolit, Partzit, Stetefeldtit, Stibiconit, Stibioroméit eine unbenannte Gruppe mit der Systemnummer IV/C.16 bildet.
Die von der International Mineralogical Association (IMA) zuletzt 2009 aktualisierte 9. Auflage der Strunz’schen Mineralsystematik ordnet den Hydroxycalcioroméit (ehemals Lewisit) in die Abteilung der „Oxide mit dem Stoffmengenverhältnis Metall : Sauerstoff = 1 : 2 und vergleichbare“ ein. Diese ist weiter unterteilt nach der relativen Größe der beteiligten Kationen und der Kristallstruktur, so dass das Mineral entsprechend seiner Zusammensetzung und seinem Aufbau in der Unterabteilung „Mit großen (± mittelgroßen) Kationen; Lagen kantenverknüpfter Oktaeder“ zu finden ist, wo es zusammen mit Bindheimit eine unbenannte Gruppe mit der Systemnummer 4.DH.20 bildet.
In der vorwiegend im englischen Sprachraum gebräuchlichen Systematik der Minerale nach Dana hat MineralName die System- und Mineralnummer 44.01.01.04. Dies entspricht der Klasse der „Phosphate, Arsenate und Vanadate“ und dort der Abteilung „Antimonate“, wo das Mineral zusammen mit Stibiconit, Bindheimit, Roméit, Monimolit, Stetefeldit, Bismutostibiconit und Partzit die „Stibiconitgruppe“ mit der Systemnummer 44.01.01 innerhalb der Unterabteilung „Antimonate (A)2(X2O6)(O,OH,F)“ zu finden ist.

## Chemismus
Für Lewisit wurde aus den Resultaten zweier nasschemischer Analysen ursprünglich die ideale Formel 5CaO·3Sb2O5·2TiO2 ermittelt, was einer Summenformel von Ca5Sb6TiO2O24 entspricht. Neuere Untersuchungen ergaben, dass Antimon in zwei verschiedenen Wertigkeiten vorhanden ist und zwei verschiedenen Positionen im Lewisit besetzt. Kristallstrukturelle Untersuchungen haben ferner bewiesen, dass Lewisit identisch mit Hydroxycalcioroméit ist.
Sechs Mikrosondenanalysen an Lewisit-Körnern von der Typlokalität ergaben Mittelwerte von 0,90 % Na2O; 12,80 % CaO; 1,64 % MnO; 4,43 % Fe2O3; 1,70 % Al2O3; 14,47 % TiO2; 64,66 % Sb2O5; 0,65 % SO3 und Summe = 101,25 %. Auf der Basis von zwei Kationen auf der B-Position pro Formeleinheit wurde daraus die empirische Formel
(Ca0,91,Sb3+0,27,Fe0,19,Al0,10,Na0,10,Mn0,06)(Sb5+1,28,Ti0,72)O6(OH) berechnet, die zu (Ca,Sb3+,Fe3+,Al,Na,Mn,□)2(Sb5+,Ti)2O6(OH) vereinfacht wurde.
Die Annahme der Formel (Ca0,75Sb3+0,25)2(Sb5+0,75Ti0,25)2O6(OH), bei der jeweils ein Viertel der A- bzw. B-Position von eigentlich formelfremden Elementen belegt ist, erfordert Gehalte von 0,23 Gew.-% Wasserstoff; 25,42 Gew.-% Sauerstoff; 13,65 Gew.-% Calcium; 5,43 Gew.-% Titan und 55,27 Gew.-% Antimon.
Hydroxycalcioroméit ist das einzige Mineral mit der Elementkombination Ca – Sb – H – O. Chemisch ähnlich sind neben den eng verwandten Mineralen Fluorcalcioroméit und Oxycalcioroméit u. a. die nur unzureichend charakterisierten Phasen Mauzeliit, (Pb,Ca,Na)2(Sb,Ti)2(O,OH,F)7; Scheteligit, (Ca,Fe,Mn,Sb,Bi,Y)2(Ti,Ta,Nb,W)2(O,OH)7; sowie das noch unbenannte Sb-Analogon von Hydroxymanganopyrochlor, (Mn,Ca,Y)2(Sb,Ti)2O6(OH).
Innerhalb der Pyrochlor-Obergruppe sind theoretisch durch die vier verschiedenen zu besetzenden Positionen eine Vielzahl von Substitutionsmöglichkeiten vorhanden.
Innerhalb der Roméitgruppe ist Hydroxycalcioroméit das OH-dominante Analogon zum F-dominierten Fluorcalcioroméit und zum O-dominierten Oxycalcioroméit sowie das Ca-dominante Analogon zum Fe-dominierten Hydroxyferroroméit. Untergruppenübergreifend stellt Hydroxycalcioroméit das Sb-dominante Analogon zum Ta-dominierten Hydroxycalciomikrolith und zum Nb-dominierten Hydroxycalciopyrochlor dar.

## Kristallstruktur
Hydroxycalcioroméit kristallisiert im kubischen Kristallsystem in der Raumgruppe Fd3m (Raumgruppen-Nr. 227) mit dem Gitterparameter a = 10,277 Å sowie acht Formeleinheiten pro Elementarzelle. Natalia Zubkova und Kollegen ermittelten einen Gitterparameter a = 10,311 Å.

## Eigenschaften

### Morphologie
Hydroxycalcioroméit fand sich an seiner Typlokalität nur innerhalb eines Schwermineralkonzentrates. Er kam hier in Form von bis zu 1 mm großen Kristallen vor, deren Tracht ausschließlich aus dem Oktaeder {111} ohne modifizierende Formen besteht. Selten sind Zwillinge nach (111). Unter dem Mikroskop finden sich in einigen der Kriställchen farblose, doppelbrechende Körner und Glimmerschüppchen, die sich zum Teil über die Flächen der Lewisit-Kristalle hinaus erstrecken, sowie feinste gelbe Nädelchen (Rutil?) sowie isolierte Gasporen. Vereinzelt sind die Lewisit-Kriställchen mit einer schwefelgelben Zersetzungsrinde bedeckt. Aus den Johnny Lyon Hills in Arizona, USA, wurde Lewisit in Form von oberflächlich umgewandelten (alterierten) oder vollständig pseudomorphosierten großen Tetraedrit-Kristallen beschrieben. Ferner in erdigen Massen.

### Physikalische und chemische Eigenschaften
Die Kristalle des Hydroxycalcioroméits sind honiggelb bis kolophoniumbraun, bernsteingelb, goldgelb oder gelbbraun sowie orangebraun, während ihre Strichfarbe immer hell gelblichbraun ist. Die Oberflächen des durchscheinenden Hydroxycalcioroméits zeigen einen glas- bis harzartigen Glanz.
Angaben zur Lichtbrechung fehlen. Hydroxycalcioroméit weist aufgrund seiner Zugehörigkeit zum kubischen Kristallsystem keine Doppelbrechung auf und ist optisch völlig isotrop. Unter dem Mikroskop zeigt das Mineral keinen Pleochroismus
Hydroxycalcioroméit besitzt eine vollkommene Spaltbarkeit nach dem Oktaeder {111}. Aufgrund seiner Sprödigkeit bricht er ähnlich wie Quarz, wobei die Bruchflächen (halb)muschelig ausgebildet sind. Der Originalbeschreibung zufolge ist das Mineral „nicht spröde“. Mit einer Mohshärte von 5,5 gehört das Mineral zu den mittelharten Mineralen und lässt sich wie die Referenzminerale Apatit (Härte 5) noch mit einem Taschenmesser und Orthoklas (Härte 6) noch mit einer Stahlfeile ritzen. Die gemessene Dichte für Hydroxycalcioroméit beträgt 4,956 g/cm³, die berechnete Dichte wird je nach Autor mit 4,73 g/cm³, 4,966 g/cm³ und 5,31 g/cm³. Hydroxycalcioroméit zeigt weder im langwelligen noch im kurzwelligen UV-Licht eine Fluoreszenz.
In der Bunsenflamme ist Lewisit ziemlich leicht an den Kanten schmelzbar, wobei gleichzeitig eine grünlichblaue Flammenfärbung zu erkennen ist. Die Phosphorsalzperle ist in der Reduktionsflamme heiß violett, kalt gelb. Das Mineral ist in Säuren unlöslich, aber durch Schmelzen mit Natriumcarbonat zersetzbar. Es wird leicht reduziert, wenn es in Wasserstoff zu gelinder Rotglut erhitzt wird.

## Bildung und Fundorte
Hydroxycalcioroméit (Lewisit) wurde in einem Schwermineralkonzentrat gefunden, welches in einem aus der Zersetzung von Glimmerschiefern hervorgegangenem Grus auftritt.
Typische Begleitminerale des Hydroxycalcioroméits in seinem Typmaterial sind neben Cinnabarit noch weingelber Xenotim-(Y), hell schwefelgelber und gelblichbrauner Monazit, weingelber Zirkon, farbloser bis dunkelgrauer Kyanit, dunkelbrauner Turmalin, Rutil, Hämatit, Pyrit, Magnetit, gediegen Gold sowie Derbylith.
Als seltene Mineralbildung konnte der Hydroxycalcioroméit bisher (Stand 2018) erst von rund fünfzehn Fundpunkten beschrieben werden. Die Typlokalität für Hydroxycalcioroméit ist das Cinnabarit-Bergwerk „Fazenda Tres Cruzes“ bei Tripuí (früher Tripuhy) im Ouro-Preto-Distrikt bei Ouro Preto, Minas Gerais in Brasilien.
Weitere Fundpunkte sind:
- das Antimonerzvorkommen (Stockwerk von antimonmineralisierten Erzgängen) bei Inglewood, Loddon Shire, Victoria, Australien
- der „Andraditbruch“ Kottaun bei Geras im Waldviertel, Niederösterreich, Österreich
- metamorphe Manganmineralisationen am Obernberger Tribulaun, Obernbergtal, Wipptal, Stubaier Alpen, Nordtirol, Österreich
- die Goldlagerstätte „Hemlo“ bei Bomby Township unweit Thunder Bay, Thunder Bay District, Ontario, Kanada
- die polymetallische (Pb-Zn-Sb-Hg-As) Lagerstätte „Shuiluo“ (Wuxu Mine) im Erzfeld „Beixiang - Furongchang“, chinesischer Stadtbezirk Jinchengjiang der bezirksfreien Stadt Hechi im Autonomen Gebiet Guangxi der Zhuang-Nationalität, China
- Bergbauhalden des alten Bergwerks „Km 3“, etwa 2,5 km westlich Lavrion und unweit des Dorfes Agios Konstantinos (Kamariza) (neugriechisch Αγ. Κωνσταντίνος (Καμάριζα)) unweit Plaka, Bergbaudistrikt Lavrion, Region Attika, Griechenland
- die „Mt Stoker Antimony Mine“ bei Hindon unweit Dunedin, Region Otago, Südinsel, Neuseeland
- die Typlokalität für Zincovelesit-6N6S bei Nežilovo, Veles, Mazedonien
- die metamorphe Fe-Mn-Lagerstätte Långban, Gemeinde Filipstad, Provinz Värmlands län bzw. der historischen Provinz Värmland im zentralen Schweden
- ein unbenanntes Pb-Cu-Ag-Au-Zn-W-Prospect am Fluss Tres Alamos Wash, Johnny Lyon Hills, Cochise County, Arizona, Vereinigte Staaten
- das „Lookout-Pass-Thallium-Prospect“ im Little Valley, Sheeprock Mountains, Tooele County, Utah, USA
- die „Little Green Monster Mine“ im Clay Canyon bei Fairfield, Oquirrh-Gebirge, Utah County, Utah, USA
- die Antimonitlagerstätte „Mau Due“, Provinz Hà Giang, Vietnam

Fundstellen für Hydroxycalcioroméit aus Deutschland und der Schweiz sind damit unbekannt.